# 史宅之
史宅之（1205年—1249年），字子绎，号云麓。慶元府鄞县（今属浙江省宁波市鄞州区）人，南宋大臣。学者中有将其与其堂兄史守之混淆者。

## 生平
出生南宋望族鄞县史氏，宰相史弥远之子，与史嵩之、史守之堂兄弟。南宋绍定年间赐同进士出身。曾创议“扩田”，设“田事所”，引起了相当大的民怨，死于非命者甚众。又代为陆游之子陆子遹向邑宰行贿赂。又据《历代名臣奏议》，史宅之被吴昌裔指责为“多欲寡谨”、“怙侈宣骄”、“豢安长傲”之人。其在平江府（苏州）的春雨堂有宋理宗所赐御书“家有膏雨，户有阳春”八字，史宅之对此颇为骄傲。
历官平江知府，吏部尚书，同知枢密院，累官朱金紫光禄大夫。封奉化郡开国公、太师、齐国公。谥忠清。
与同乡词人吴文英为好友，多有酬唱。1243年史宅之生诞，吴文英特地作词《瑞鶴仙·壽史雲麓》贺寿。其辞如下：
記年時茂苑。正畫堂凝香，璇奎初煥。天邊歲華轉。向九重春近，仙桃傳宴。銀罌翠管。寶香飛、蓬萊小殿。荷玉皇、恩重千秋，翠麓峻齊雲漢。
須看。鴻飛高處，地闊天寬，弋人空羨。梅清水暖。苕溪上，幾吟卷。算金門聽漏，玉墀班早，贏得風霜滿面。總不如、綠野身安，鏡中未晚。